# آداي
مار آداي ويعرف أيضاً باسم تاديوس الرهاوي (بالإنجليزية: Thaddeus of Edessa)‏ و (بالسريانية: ܐܕܝ)‏ هو أحد القديسين الذي يعتبر من آباء كنيسة المشرق من القرن الأول الميلادي، هناك اختلاف عليه إذا ما كان هو نفسه القديس تداوس أحد تلاميذ المسيح الإثني عشر أو شخص آخر من تلاميذه السبعين. ذكر أنه تم إرساله من قبل توما الرسول إلى الرها لكي يشفي ملكها أبجر الخامس، وبعد أن شفاه آمن عدد كبير من قومه وكان منهم تلميذيه ماري الرسول وأجاي.

## حياته
حسب التقاليد مذكور أن آداي ولد لعائلة يهودية في الرها وأثناء زيارته لأورشليم سمع هناك بيوحنا المعمدان فأصبح أحد أتباعه، وثم ألتقى بعدها بالمسيح وتبعه وأصبح أحد تلامذته السبعين، وتم إرساله للتبشير في عدة مدن وأماكن. بعد صعود المسيح رحل ليبشر به في عدة أماكن من سوريا وبلاد النهرين وبلاد فارس وإعتنق على يديه المسيحية عدد كبير من الناس. أثناء تواجده في الرها أمن ملكها أبجر الخامس بالمسيحية. تم ذكره أيضاً في كتاب رسالة الرؤيا الأولى ليعقوب ورسالة الرؤية الثانية ليعقوب. كما أن له طقس ليتورجي منسوب خاص منسوب له ولماري عند كنيسة المشرق الآشورية والكنيسة الكلدانية الكاثوليكية وكنيسة المشرق القديمة وكنيسة السريان الملبار الكاثوليك. ويعتبر ثاني بطريرك لكنيسة المشرق بعد توما الرسول.